# Duomo di Frisinga
Il duomo di Frisinga (in tedesco Freisinger Dom), ufficialmente duomo di Santa Maria e San Corbiniano (in tedesco Dom St. Maria und St. Korbinian) è la chiesa cattolica maggiore di Frisinga e co-cattedrale dell'arcidiocesi di Monaco e Frisinga.
Fu ricostruito dopo un incendio a partire dal 1159 e consacrato nel 1250. Nella sua cripta si trovano la tomba del patrono della diocesi, san Corbiniano, e la cosiddetta "colonna delle bestie" (Bestiensäule).
La chiesa è nota per essere stata la sede dell'ordinazione sacerdotale di papa Benedetto XVI.

## Storia

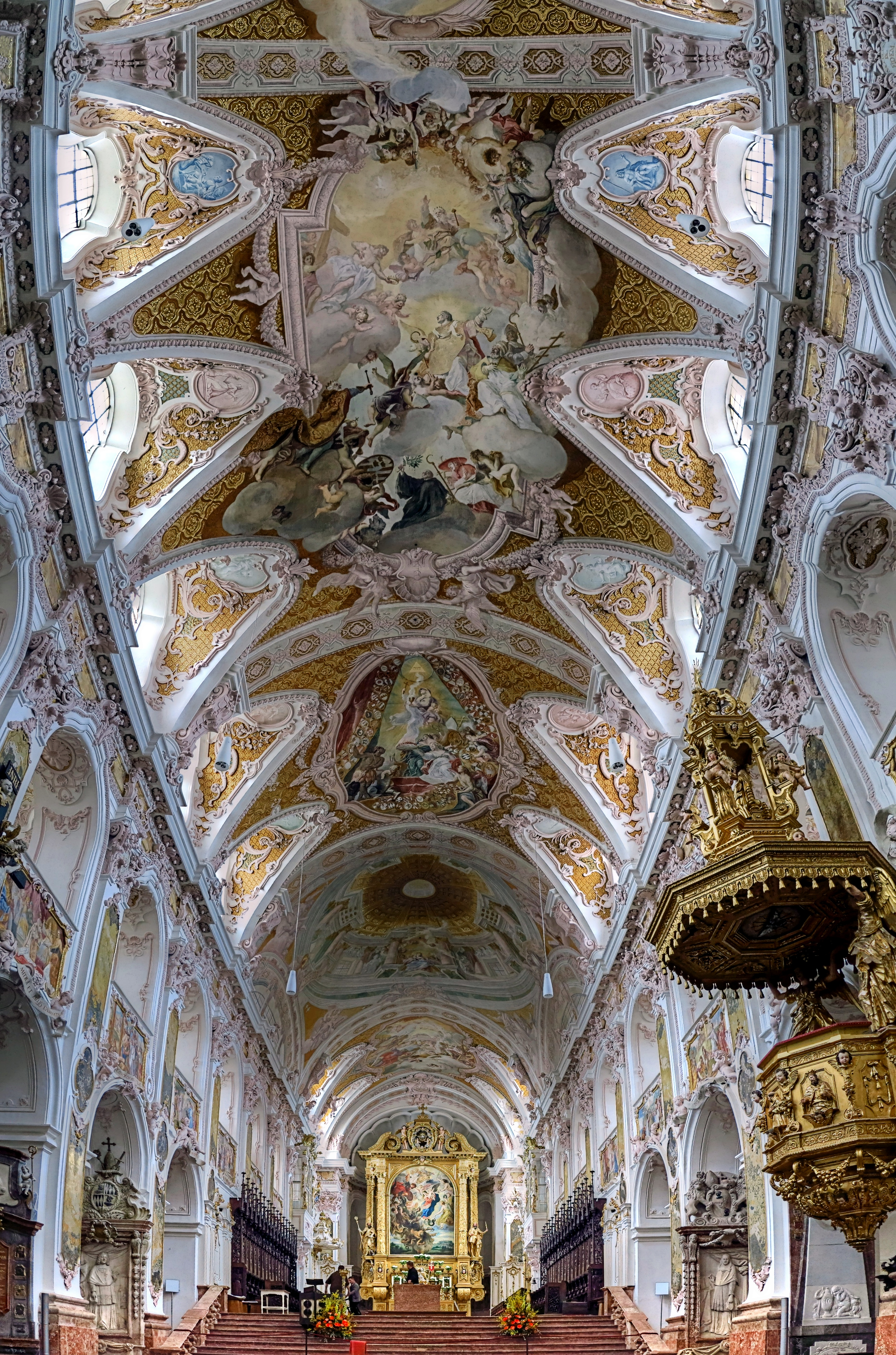
Navata centrale, altar maggiore e volta

Già verso il 715 sulla collina detta Domberg vi era la prima chiesa, dedicata alla Madonna, dell'attuale arcidiocesi, ove nel 739 san Bonifacio fu proclamato vescovo.
Verso l'860 il vescovo Annone di Frisinga fece costruire una nuova chiesa a tre navate, che dopo un incendio venne ricostruita nel 903. L'attuale, terza versione della cattedrale, è un edificio religioso a cinque navate lunghe 78 m, fiancheggiata in facciata da due torri, originariamente di stile romanico, che fu iniziata nel 1159, terminata e consacrata nel 1205, per la quale venne in parte utilizzato il precedente edificio, che era stato distrutto da un incendio la domenica delle Palme di quell'anno (5 aprile). La cattedrale subì numerosi ritocchi nel corso dei secoli.
L'originaria copertura romanica in legno venne sostituita fra il 1481 ed il 1483 da una volta di stile gotico, ancor oggi presente. Nel corso della prima trasformazione in stile barocco (1619) furono rimosse le nervature gotiche. Nel 1724, dopo meno di un anno e mezzo di lavori, la cattedrale assunse l'attuale forma in stile rococò ad opera dei fratelli Cosmas Damian ed Egid Quirin Asam. Essi si orientarono, nella scelta dei colori degli affreschi e degli stucchi, ai dipinti dell'altar maggiore, in modo da creare l'impressione di uno spazio unitario.
Negli anni venti del XX secolo gli affreschi vennero restaurati e, in parte, ridipinti, ma a causa dell'umidità i colori utilizzati subirono presto gravi danni e questo strato di colori venne rimosso chimicamente con l'ultimo restauro nel 2006.
Dal 1946 fino al 1951 presso il duomo di Frisinga, studiò teologia Josef Ratzinger, vi fu ordinato sacerdote e divenne a sua volta docente nella materia. Il 14 settembre 2006 papa Ratzinger terminò il suo viaggio in Baviera a Frisinga ed incontrò il clero nella cattedrale.

## Descrizione

### Esterno
Le due torri furono realizzate in mattone ed in parte anche in pietra tufacea. La torre settentrionale, a differenza di quella meridionale, è rastremata nei due basamenti, che traggono origine dalla struttura romanica. La sua scala di accesso a chiocciola è originale. Sono ben visibili tracce degli archetti pensili e lesene di stile romanico, che furono rimossi nel 1724 in occasione del rinnovo della pittura della cattedrale.

### Atrio

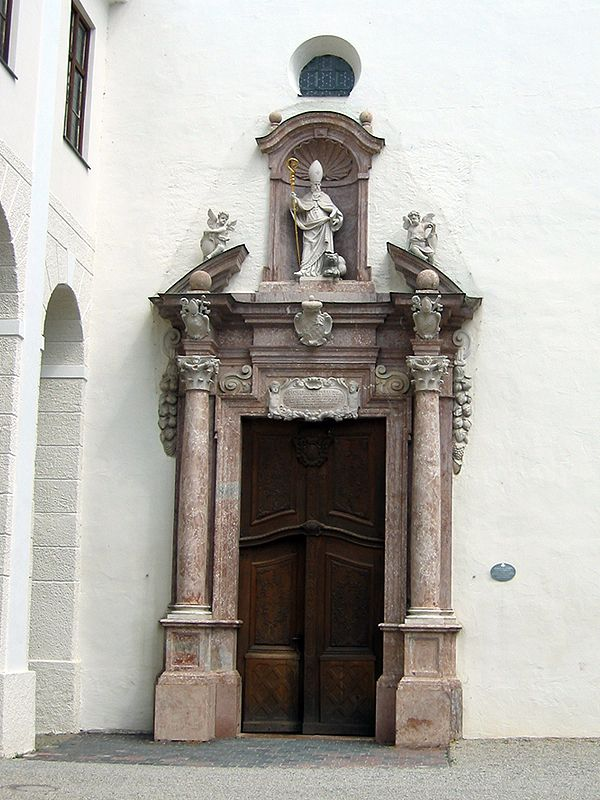
Portale esterno

Lo stretto portale, risalente al 1681 con la statua di san Corbiniano in una nicchia, è una pregevole opera di scultura salisburghese in marmo rosso di Adnet. Le volte laterali del vestibolo tripartito, sono realizzate in stile proto-gotico (1314). Sull'altare laterale sinistro vi è un dipinto del pittore bavarese Johann Andreas Wolf, La decapitazione di santa Caterina (1699/1700).
Sotto le crociere tardogotiche della volta della navata centrale, risalenti al 1483 vi è il maestoso portale principale in stile romanico, appartenente alla precedente costruzione (prima del 1190). Sopra di questo sono scolpite in pietra le statue di Federico Barbarossa insieme a quella dello zio, vescovo e storico, Ottone di Frisinga, sulla sinistra, mentre sulla destra quella della consorte dell'imperatore, Beatrice di Borgogna. Sotto quella di Beatrice è scolpito un rospo, simbolo di fertilità. Queste statue risalgono al 1159, anno d'inizio della ricostruzione della cattedrale dopo l'incendio, ricostruzione che fu patrocinata dallo stesso Federico.

### Altar maggiore
L'attuale altar maggiore è opera dello scultore Philipp Dirr e venne realizzato nel 1625, in sostituzione del vecchio altar maggiore in stile gotico. Tra il 1623 ed il 1625 Rubens dipinse la pala Donna dell'Apocalisse, oggi custodita all'Alte Pinakothek di Monaco di Baviera, sostituita nella cattedrale da una copia di Emil Böhm. La tela è una tempesta di colori e di movimento: in centro si vede la Madonna, che assiste tranquilla al combattimento fra l'arcangelo Michele ed il demonio, in una catastrofica nuvola nera, mentre solo un lembo della sua veste pare tremolante. Con la dolce pressione del suo piede, Ella può trattenete il serpente maligno. La parte destra del dipinto è eccezionalmente luminosa, con gli angeli che acclamano la Madonna. Con orgoglio materno, essa porta il Figlio, il Salvatore del mondo, dinnanzi al Padre Celeste.

### Coro

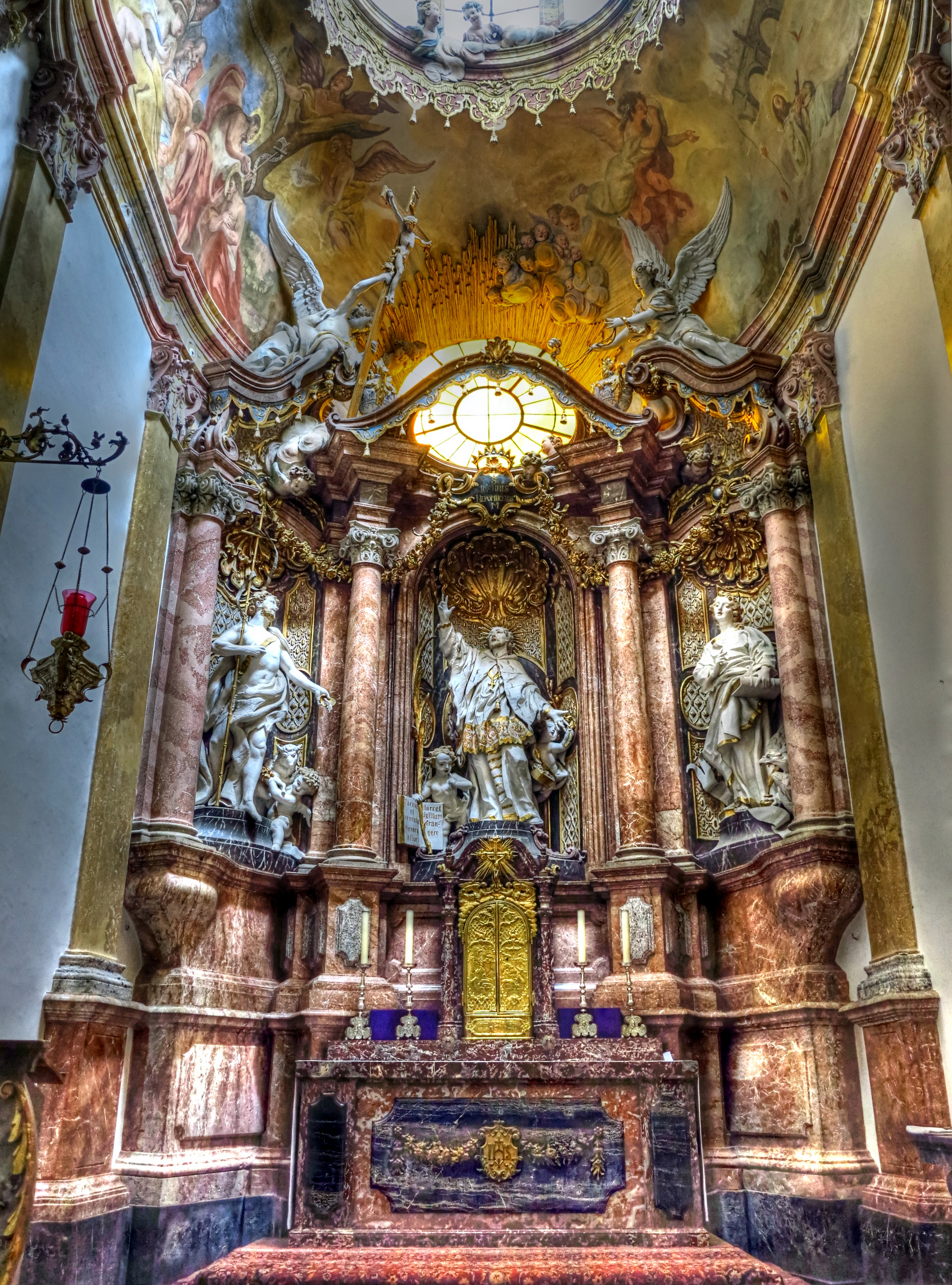
Cappella dei tre santi Giovanni

Attorno all'altar maggiore si sviluppa il coro con stalli in legno risalenti al 1488, con la serie dei vescovi a partire dal 724.

### Navate laterali
La chiesa è oggi composta da cinque navate. Nella zona nord vi è la cappella del Sacramento con il Gruppo di donne piangenti di Erasmus Grasser (II altare laterale); nella navata estrema settentrionale vi è una pala d'altare del 1626 di Pieter de Witte, rappresentante Maria rende visita alla cugina Elisabetta. Nell'abside della navata laterale sud si trova la cappella di san Giovanni Nepomuceno (I altare laterale). Egidio Quirino Asam la realizzò tra il 1737 ed il 1738 in stile tardobarocco italiano. Le figure a stucco dell'altare rappresentano i tre santi di nome Giovanni: san Giovanni Battista, san Giovanni Evangelista e san Giovanni Nepomuceno.
Entrambe le navate laterali esterne si sono sviluppate in piccole cappelle laterali, che dal XIV al XV secolo vennero via via aggiunte.
Tra le navate laterali interne ed esterne si sviluppano eleganti cancellate in ferro dorato, realizzate intorno al 1630.

### Cripta

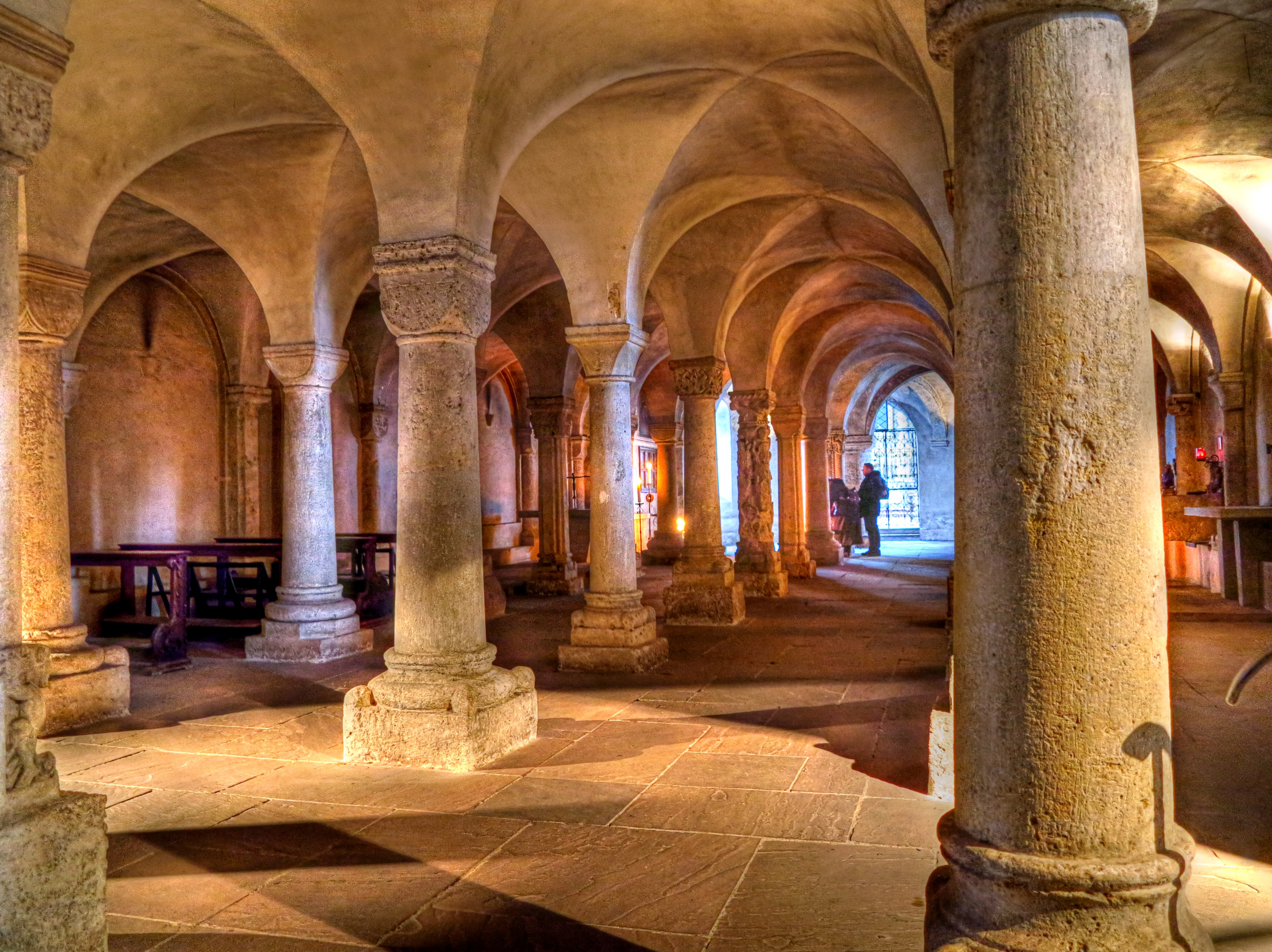
Cripta del Duomo di Frisinga (2012)

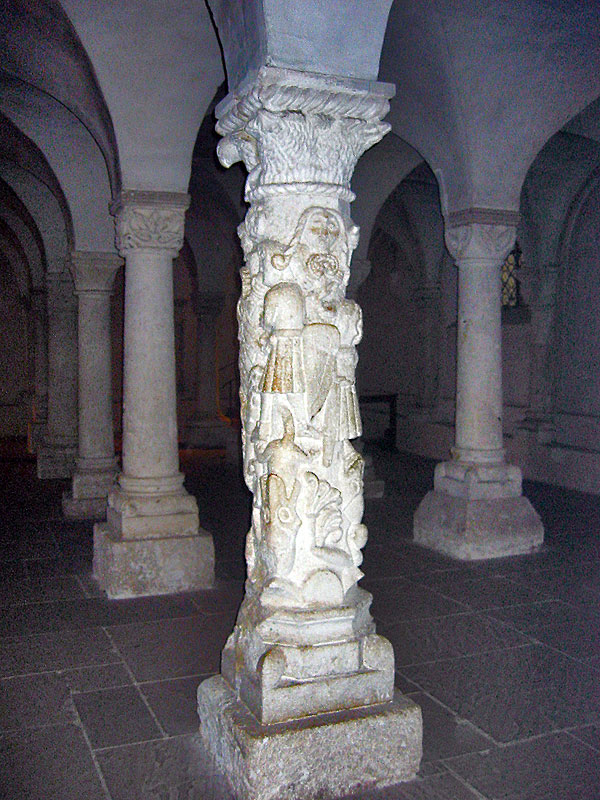
Bestiensäule al centro della cripta

La cripta a quattro navate riveste un significato particolare. Presumibilmente il 6 settembre 1161 questa era pronta a ricevere, in presenza dell'arcivescovo salisburghese Eberardo di Regensberg, le reliquie di san Nonnoso che vi furono sistemate.
La volta della cripta è sostenuta da crociere poggianti su tre file di otto colonne e due di otto semicolonne ciascuna, che si suddividono equamente il carico. Ciascuna colonna e relativo capitello sono lavorate individualmente. Al centro della cripta vi è una colonna particolare, del tipo detto Bestiensäule (Colonne delle bestie), poiché vi sono raffigurati in bassorilievo, lungo tutto il fusto della colonna, figure di uomini che lottano contro fiere. Tale colonna risale al XII secolo ed è l'unica di questo tipo esistente in Germania.

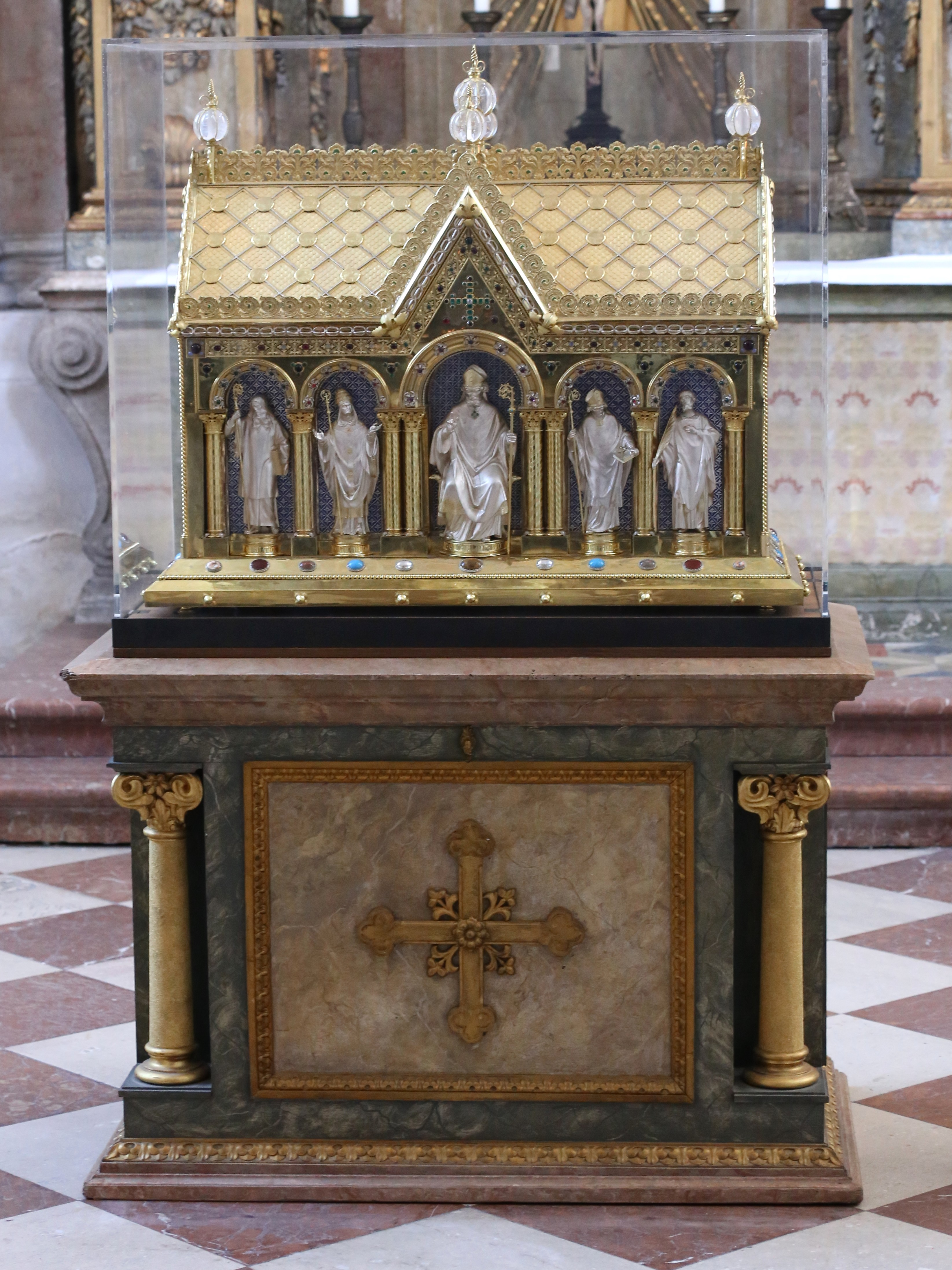
Teca di San Corbiniano a Frisinga

Nella cripta è custodita una teca aurea contenente le ossa di San Corbiniano; inoltre vi sono custoditi anche i resti di san Lamberto.

### Cappella di Massimiliano
L'ottogonale Cappella di Massimiliano fu costruita ad est della cripta nel 1710 ad opera dell'architetto svizzero Giovanni Antonio Viscardi. Essa contiene stucchi di Nikolaus Liechtenfurtner e un soffitto dipinto da Hans Georg Asam. Sotto le nicchie, vi sono dipinti a parete del 1772 di Giovanni Battista Deyrer. La pala d'altare è un progetto di Johann Andreas Wolf.
La cappella ospita inoltre un piccolo reliquiario del cardinale Friedrich Wetter contenente le reliquie del beato Kaspar Stassinger.

### Chiostro
Direttamente ad est della chiesa vi è un chiostro gotico. Ricostruito nel XVI secolo, contiene stucchi del 1716, opera di Giovanbattista Zimmermann.
Dalla sua zona nordorientale si passa alla chiesa di San Benedetto (XIV secolo) e sopra, a sud del chiostro, vi è la biblioteca.

### Campane
Le undici campane della cattedrale risalgono al periodo rinascimentale ed a quello barocco.